# Église Saint-Paul-de-la-Plaine de Bonneuil-sur-Marne
L'église Saint-Paul de Bonneuil-sur-Marne est une église paroissiale  située 17 rue des Beaux-Regards dans la commune de Bonneuil-sur-Marne,.

## Historique et architecture
D'architecture contemporaine, l'église ou chapelle Saint-Paul de Bonneuil-sur-Marne est édifiée selon un plan allongé. Elle comporte notamment un chevet plat, et un chien-assis supportant le clocher.
Elle a été réalisée par l'Œuvre des Chantiers du Cardinal.
Elle est ornée de nombreux vitraux
D'abord chapelle, cet édifice est devenu une église en 2009.
L'église est ouverte au culte catholique. Plusieurs messes sont célébrées chaque semaine. Des salles paroissiales sont ajoutées au début du XXIe siècle.